# Бударель, Жорж
Жорж Бударель (фр. Georges Boudarel, 21 декабря 1926 — 26 декабря 2003) — французский коммунист, учёный-вьетнамовед, участник Войны в Индокитае на стороне Вьетминя.

## Биография
Родился в городе Сент-Этьен (департамент Луара) в семье бухгалтера. Учился в семинарии Общества Девы Марии. После переезда во Французский Индокитай в апреле 1948 года работал преподавателем Лицея им. Йерсена в Далате, а с 1949 года — преподавателем философии в Лицее им. Склодовской-Кюри и в Сайгоне. Был членом Индокитайского отделения Французской коммунистической партии («Марксистской культурной группы»).

### Участие в Индокитайской войне
17 декабря 1950 года оставил работу и присоединился к Вьетминю. Был назначен руководителем программы на французском языке на подпольной радиостанции Голос свободного Сайгона-Тёлона (фр. La Voix de Saïgon-Cholon libre), располагавшейся в излучине реки Сонгбе.
В июне 1952 года был переведен в Тонкин, куда добирался 6-9 месяцев. В этот период он был призван на военную службу во Французскую армию и по причине неявки объявлен дезертиром и заочно приговорен к смертной казни.
После прибытия на место Бударель стал комиссаром в лагере перевоспитания № 113, расположенном недалеко от китайской границы в провинции Хазянг, под псевдонимом Дай Донг (вьет. Đại Đồng). Согласно многочисленным свидетельствам выживших военнопленных, участвовал в пытках, при его участии в лагере погибло 278 и 320 пленных. По утверждениям самого Будареля, смертность составляла 50 %.
В 1962 году в Ханое женился на вьетнамке (развелся в 1974 году). В 1964 году переехал в СССР, а затем в Чехословакию, где работал в штаб-квартире Всемирной организации профсоюзов.

### Возвращение во Францию
В июне 1966 года Парламентом Франции был принят Закон об амнистии, охватывающий, в частности, преступления, совершенные в период войн в Индокитае. В том же году Бударель вернулся во Францию, где вместе с Эммануэлем Ле Руа Ладюри стал работать ассистентом профессора Жана Шесно в Исторической секции Кафедры географии, истории и социальных наук, а затем доцентом Университета им. Дидро и сотрудником Национального центра научных исследований. Специализировался в истории Вьетнама, стал автором работ о Фан Бой Тяу, земельной реформе, вьетнамской деревне. Занимался переводами вьетнамской литературы на французский язык, в том числе мемуаров генерала Ван Тьен Зунга «Великая победа весной 75-го».
Восстановился в ФКП, принимал участие в майских событиях 1968 года.

### Судебное преследование
Бударель не скрывал своего участия в войне на стороне Вьетминя и не раскаивался в этом.
13 февраля 1991 года в Сенате на конференции, организованной Центром изучения современной Африки и Азии был опознан Жан-Жаком Бёкле, статс-секретарем по делам ветеранов, четыре года находившимся в заключении в лагере № 113. Это и другие свидетельства привели к обвинению Будареля в преступлениях против человечности, которое, однако, было отклонено Кассационным судом на основании Закона об амнистии 1966 года.
За этим процессом последовало обвинение Бударелем истцов в клевете, а затем обжалование решения Кассационного суда в Европейском суде по правам человека в марте 2003 года. Оба обращения были отклонены.
Процесс Будареля вызвал появление проекта поправки к статье 213-5 французского Уголовного кодекса, исключающей возможность амнистии по преступлениям против человечности.

## Работы
- Dir. Jean Chesneaux, George Bourdarel, Daniel Hémery. Tradition et révolution au Viêt Nam. — Paris: Anthropos, 1971.
- Georges Boudarel. Giap. — éditions Atlas, 1977.
- Georges Boudarel. La Bureaucratie au Viêt Nam. — L’Harmattan, 1983.
- Georges Boudarel. Cent fleurs éclosent dans la nuit du Viêt Nam: communisme et dissidence. — Jacques Bertoin, 1954—1956.
- Georges Boudarel. Autobiographie. — Jacques Bertoin, 1991.
- Georges Boudarel. Avec Nguyên Van Ky, Hanoi 1936—1996: du drapeau rouge au billet vert'. — Autrement, 1997.